# Hideo Kojima
Hideo Kojima (em japonês: 小島秀夫; romaniz.: Kojima Hideo; nascido em 24 de agosto de 1963) é um designer japonês de jogos eletrônicos que trabalhou para a Konami. Foi vice-presidente da Konami Computer Entertainment Japan e é o diretor-executivo e chefe de estúdio da Kojima Productions, que foi fundada em 2005 e renovada em 2015 por ele. Hideo é o criador e diretor de várias séries de jogos populares, incluindo a série Metal Gear, Snatcher e Policenauts, além de Zone of the Enders e Boktai. Kojima é constantemente reconhecido por fãs e especialistas da indústria de videogame como um dos mais influentes e inovadores diretores e roteiristas de jogos eletrônicos de todos os tempos, bem como estrelando em várias listas de top 10 diretores. Em 2008, a Next-Gen o colocou na sétima posição na sua lista de "Hot 100 Developer 2008", enquanto que foi premiado com o "Lifetime Achievement Award" na MTV Game Awards 2008 e também homenageado com um "Lifetime Achievement Award" na Game Developers Conference de 2009.

## Carreira como criador de jogos
Nascido em Setagaya, Tóquio, sua família mudou-se para Kobe quando tinha três anos de idade. Inicialmente tendo ambição de tornar-se um diretor de cinema, juntou-se à produtora de jogos para o computador japonês de 8 bits MSX, Konami, em 1986 como Designer. Ele pensava tanto em como seriam seus jogos que seus colegas de trabalho brincavam "Por que você não termina um jogo antes de morrer?" O primeiro no qual ele trabalhou foi Penguin Adventure, como diretor assistente. O primeiro jogo que ele realmente desenvolveu, em 1986, foi Lost World, um jogo de plataforma estrelado por uma lutadora mascarada. Porém o projeto foi cancelado pela Konami, e nunca foi concluído.
Seu primeiro jogo lançado foi Metal Gear, para MSX2. Lançado em 1987 foi um sucesso de crítica, tendo sido aclamado em praticamente todo o mundo, com exceção dos EUA — País este onde o MSX não encontrou espaço comercial devido ao domínio do console de 8 bits NES, (também conhecido como Famicon no Japão). Dessa forma, muitos americanos não jogaram Metal Gear até ele ser lançado para o Nintendo Entertainment System, e mesmo assim o jogo passou por várias mudanças durante o processo de conversão no qual Kojima não esteve diretamente envolvido. Era estrelado por Solid Snake, um soldado novato mandado para a fortaleza de Outer Heaven para deter um tanque nuclear bípede conhecido como Metal Gear. Ficou conhecido como o primeiro jogo de ação "Stealth", no qual o jogador é encorajado a evitar embates diretos com o inimigo (Isso era devido a limitações gráficas do MSX, pois o hardware gráfico não suportava muito bem o rolamento da tela e também não conseguia exibir muitos objetos em movimento). Ele também foi responsável, em 1988, pela criação do aclamado Snatcher, jogo de aventura cyberpunk que se passa durante o ano de 2033(Dependendo da versão), e tem temática ligada a Guerra Fria.
Em 1990 ele lançou Metal Gear 2: Solid Snake para MSX somente no Japão. Foi muito aclamado no Japão pelo seu modo sofisticado e história intrincada, já que adicionou muitas mudanças significativas na série Metal Gear, muitas depois levadas a Metal Gear Solid. Foi dada muita importância à caracterização do cast e muita ênfase a história através das "cut-scenes", que tratavam sobre os efeitos da guerra. Outras mudanças foram: a melhora na IA, a habilidade de rastejar, a adição do radar entre outras coisas. Apesar do sucesso no Japão, ele foi lançado no ocidente apenas em 2006, como bônus de Metal Gear Solid 2: Subsistance.
Kojima refez Snatcher em 1992 para PC-Engine com o título de Snatcher CD-ROMantic (que depois seria levado ao Sega CD, a única versão lançada em inglês). Também fez o design de Policenauts, um jogo de aventura, com temas noir e de ficção científica, que se passa em uma colônia espacial (muitas vezes lembrado como a sequência "Espiritual" de Snatcher) em 1994; Snatcher e Policenauts foram considerados grandes sucessos no Japão.
Com o lançamento de Metal Gear Solid para Playstation em 1998, Kojima tornou-se uma celebridade internacional entre os gamers. Metal Gear Solid foi o primeiro jogo da série a ter gráficos 3D e dublado por atores, o que  deu ao jogo uma experiência mais cinemática. MGS foi muito aclamado pela sua jogabilidade apurada, personagens e roteiro, que falava de temas como proliferação nuclear e engenharia genética.
Em 2000, Kojima apresentou detalhes da sequência de Metal Gear Solid, Metal Gear Solid 2: Sons of Liberty, para Playstation 2. Com gráficos muito detalhados, física realista e jogabilidade expandida, logo tornou-se um dos mais esperados do ano. Foi muito aclamado pela crítica pela sua boa jogabilidade, gráficos realistas e roteiro que discutia temas como Memes, censura, manipulação, os problemas da democracia e a natureza da realidade. Mas recebeu uma reação negativa dos fãs por estrelar um novo protagonista, Raiden.
Antes de MGS2, Kojima trabalhou, em 2001, no jogo/anime Zone of the Enders, de sucesso moderado. Em 2003, ele produziu Boktai: The Sun Is in Your Hand para Game Boy Advance. Nele, o jogador é um jovem caçador de vampiros que usa uma arma solar. Ele também começou a trabalhar em Metal Gear Solid: The Twin Snakes, um remake de MGS para GameCube, remake esse que usava a engine de MGS2 e com cenas redirigidas pelo diretor de cinema Ryuhei Kitamura. Foi lançado em 2004.
Após Metal Gear Solid: The Twin Snakes, Kojima desenvolveu e lançou Metal Gear Solid 3: Snake Eater para Playstation 2, jogo esse que se passa no ano de 1964 (no contexto da Guerra Fria) e envolve sobrevivência na floresta, diferente dos outros jogos, os quais se passavam em um futuro próximo e se focavam em ambientes fechados. Nele, precisa-se usar camuflagem para evitar o inimigo. Foi lançado em 16 de dezembro de 2004 no Japão e é considerado pela mídia especializada como um dos melhores jogos eletrônicos já feitos, com gráficos exuberantes, história envolvente e jogabilidade precisa.
Ao mesmo tempo, Kojima trabalhava na sequência de Boktai, com o jogo Boktai 2: Solar Boy Django, para Game Boy Advance, sendo lançado no verão de 2004. Também foi responsável pelo lançamento de Metal Gear Ac!d para PlayStation Portable. Tal jogo, que se baseia em turnos, é mais focado em estratégia do que em ação, como os outros da série. Foi lançado no Japão em 16 de dezembro de 2004.
Os últimos jogos anunciados por Hideo foram quatro, sendo dois deles para PS3 e, recentemente, um para PS4 e outro para Wii. Apenas os jogos para PS3 foram lançados até agora: 1) Metal Gear Solid 4: Guns of the Patriots, que coloca o jogador novamente na pele de Snake, o qual, agora, está muito mais velho, devido a uma doença de envelhecimento precoce; e 2) Castlevania: Lords of Shadow, que também recebeu versão para Xbox 360, jogo o qual foi produzido pela Mercury Steam, em parceria com a Kojima Productions.
Em 2015, foi anunciada a saída de Kojima da Konami, e, em consequência disso, a Kojima Productions tornou-se um estúdio independente. Kojima encontra-se, atualmente, com o seu primeiro jogo de estúdio independente, Death Stranding, lançado no dia 8 de novembro de 2019. Em 2021 publicou sua autobiografia "O gene do talento e meus adoráveis memes" ("The Gifted Gene and My Lovable Memes"), também publicada em inglês pela Viz Media.